# Jean-Étienne Menu de Chomorceau
Jean-Étienne Menu de Chomorceau (23 mai 1724, Villeneuve-le-Roi - 30 septembre 1802, Villeneuve-sur-Yonne) est un homme politique français.

## Biographie
Lieutenant-général du bailliage de Villeneuve-le-Roi, il est élu député du tiers état aux États généraux par le bailliage de Sens le 24 mars 1789.
Nommé, en raison de son âge, adjoint du doyen des communes, puis doyen, il prête le serment du Jeu de paume, accompagne le roi à Paris le 16 juillet 1789, est nommé maire de Villeneuve-le-Roi en mai 1790 et fait partie de la députation qui assiste à la translation des cendres de Voltaire à Sainte-Geneviève le 9 juillet 1791.

## Pour approfondir